# Notophyllia etheridgi
Notophyllia etheridgi är en korallart som beskrevs av Hoffmeister 1933. Notophyllia etheridgi ingår i släktet Notophyllia och familjen Dendrophylliidae. Inga underarter finns listade i Catalogue of Life.